# Merlion Park
Công viên Merlion là một địa danh của Singapore và là một điểm thu hút khách du lịch chính nằm ở quận Downtown Core của Singapore, gần Quận Kinh doanh Trung tâm (CBD) của nó.
Merlion là một sinh vật thần thoại có đầu sư tử và thân cá, được sử dụng rộng rãi như một linh vật và nhân cách hóa của quốc gia Singapore. Hai bức tượng Merlion được đặt tại công viên này. Cấu trúc tượng Merlion ban đầu cao 8,6 mét và phun nước từ miệng của nó. Sau đó, có một con Merlion khác được xây thêm, nằm gần bức tượng gốc và chỉ cao 2 mét.

## Kho hình ảnh

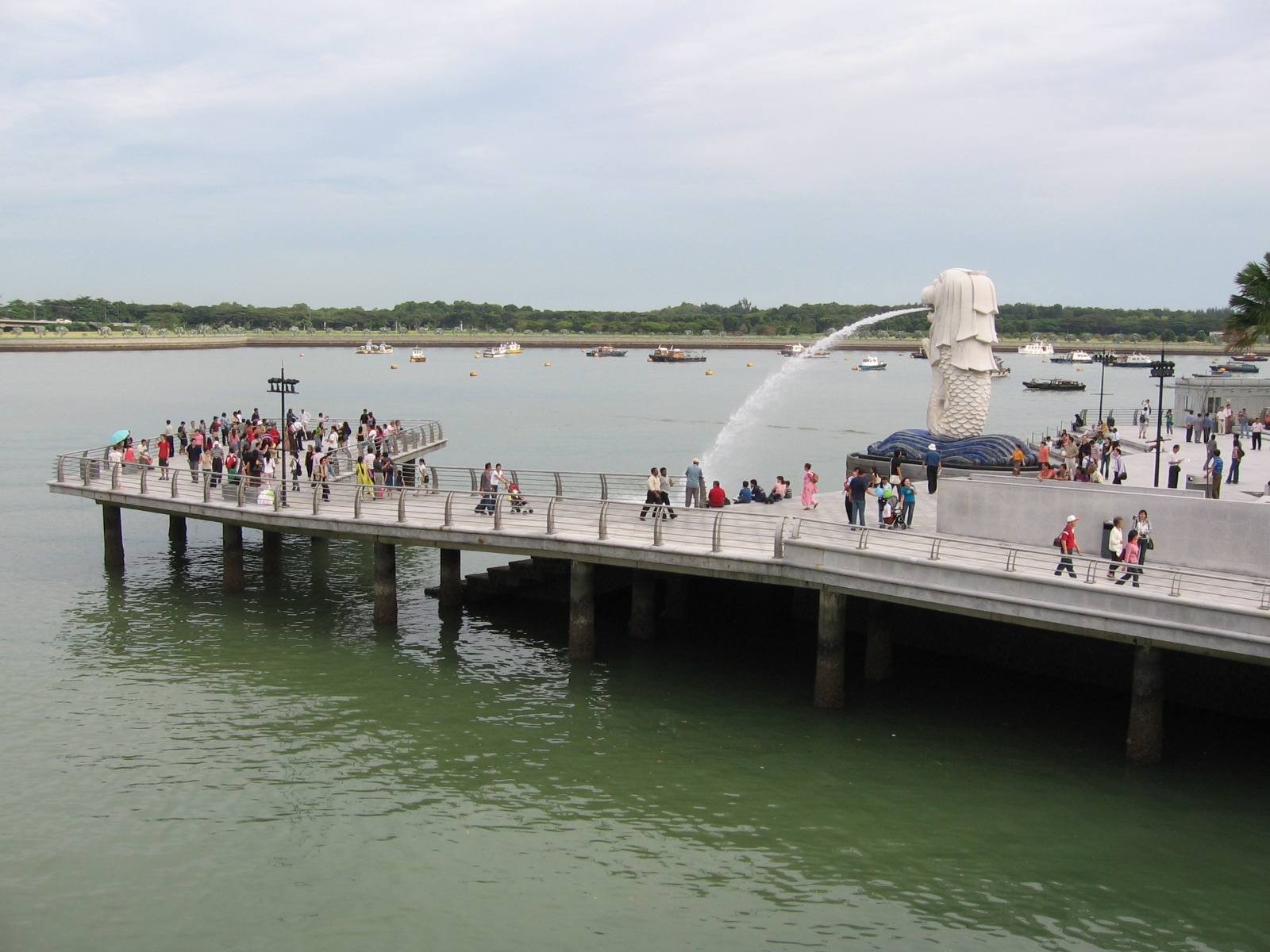
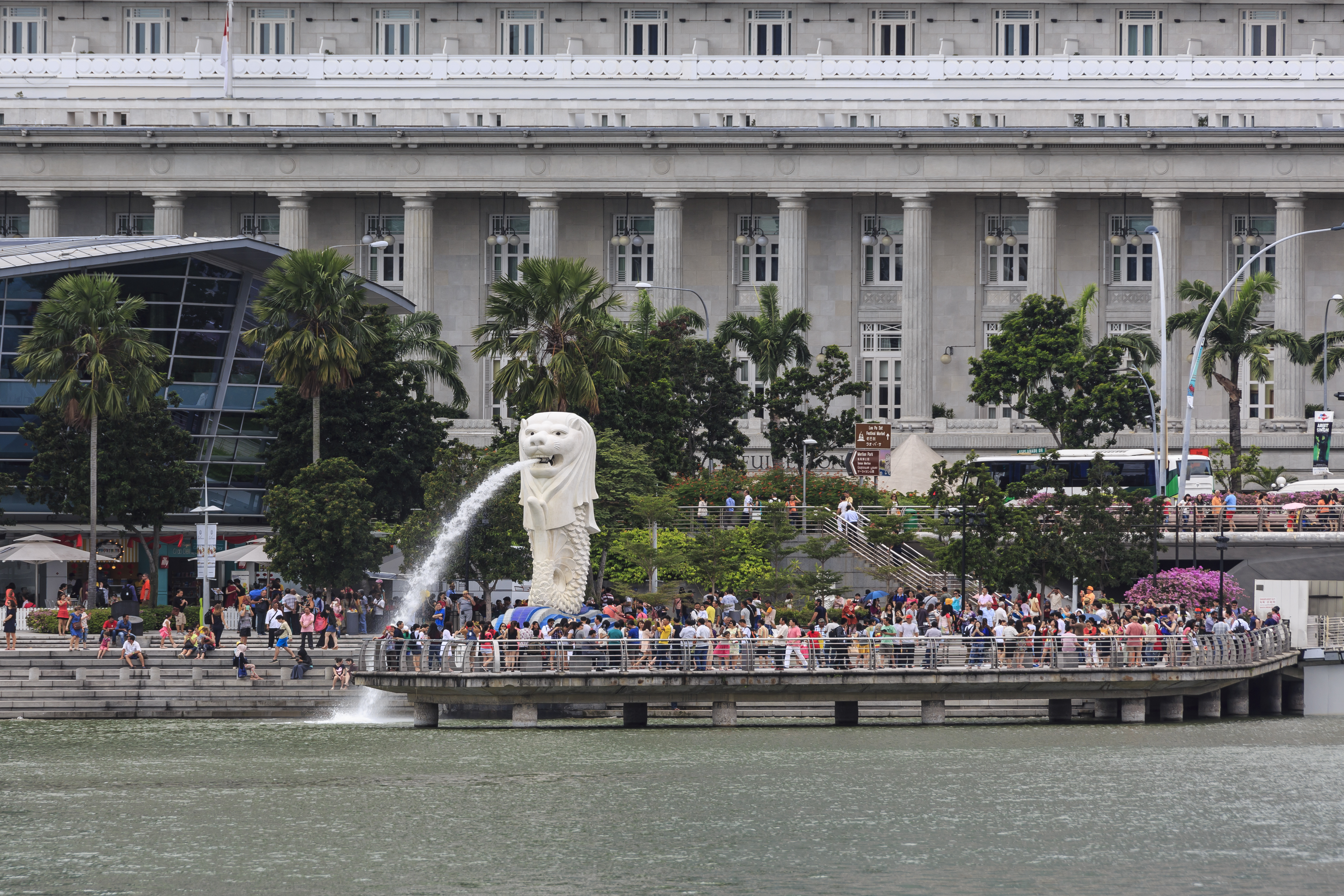
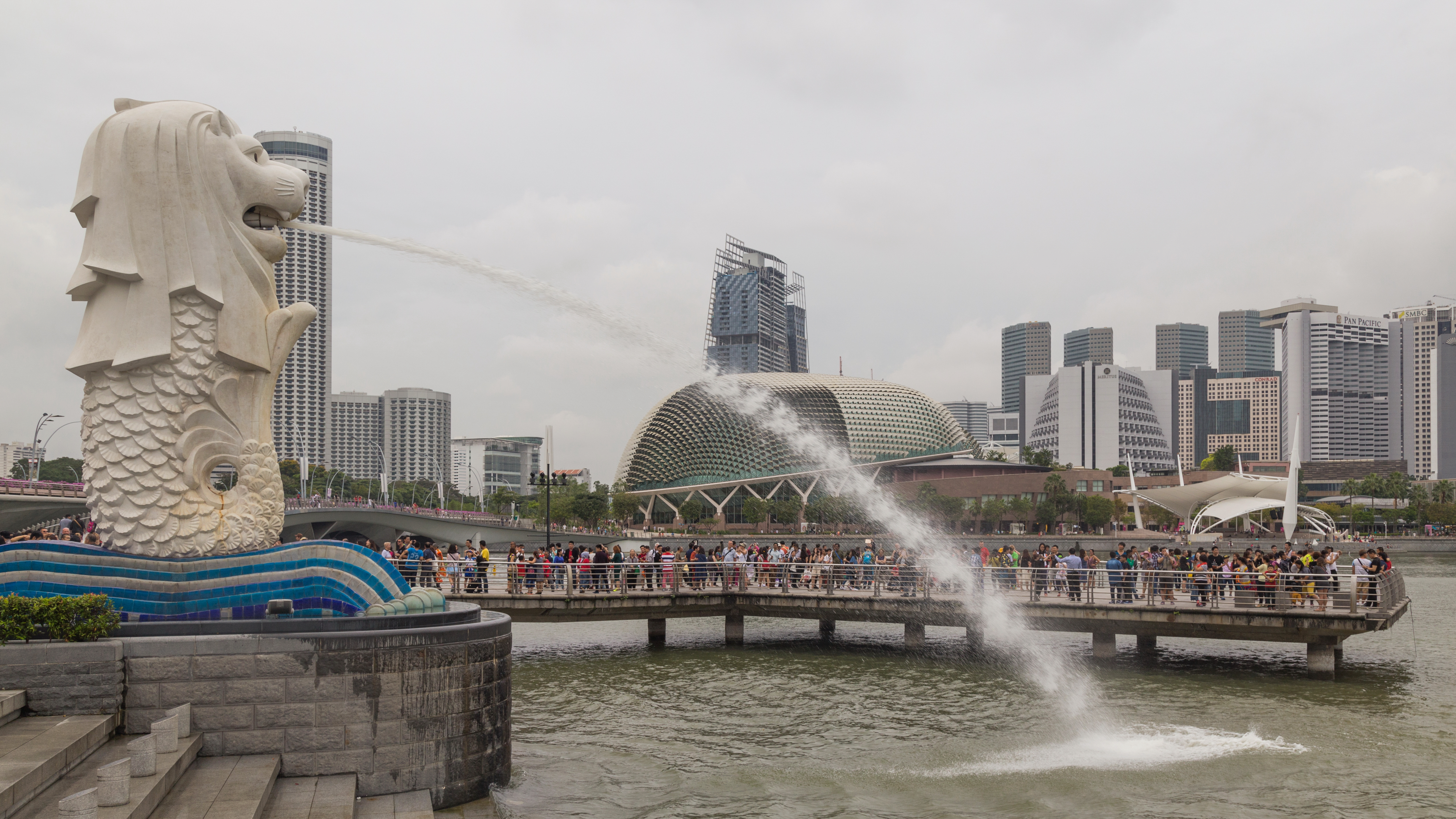
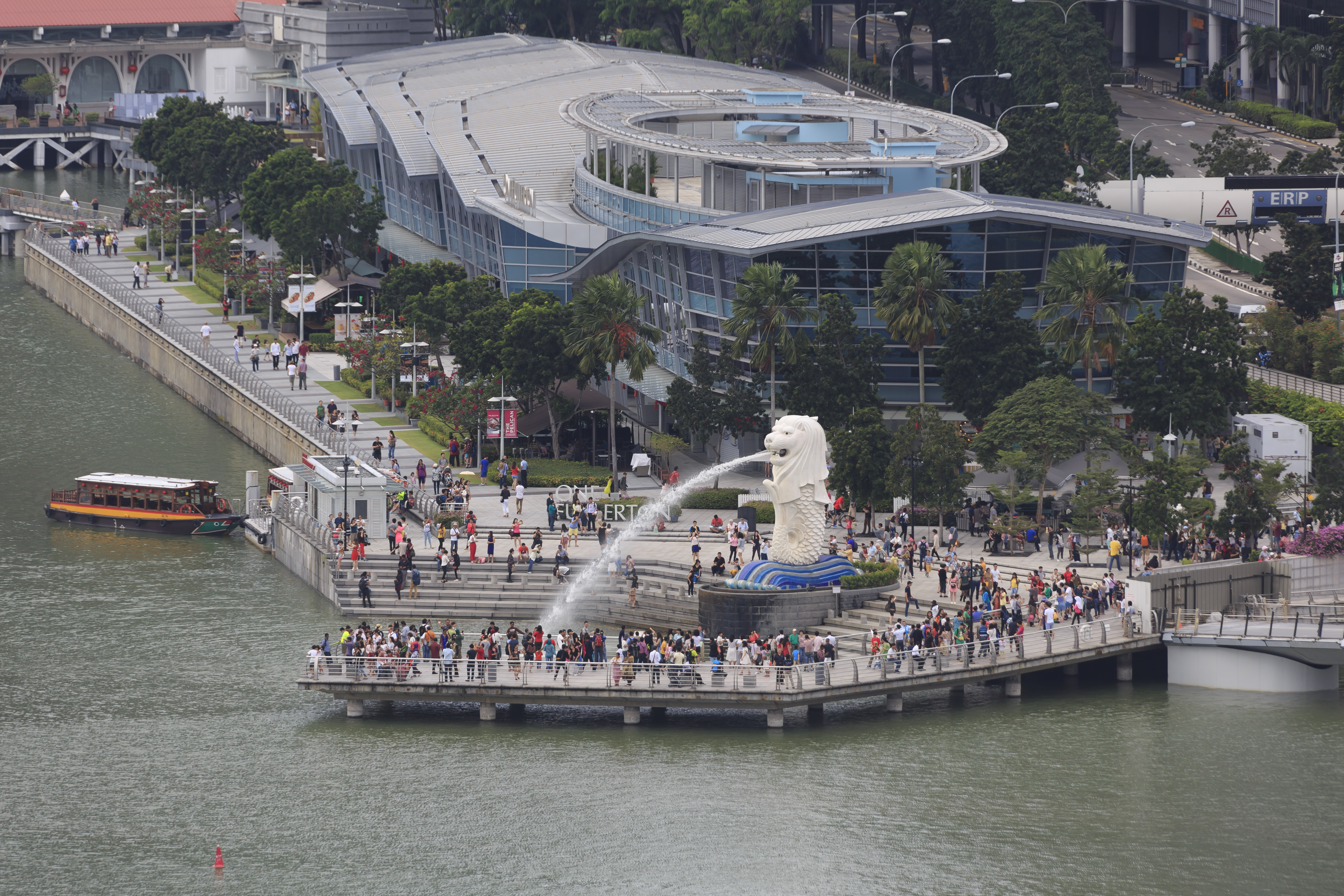
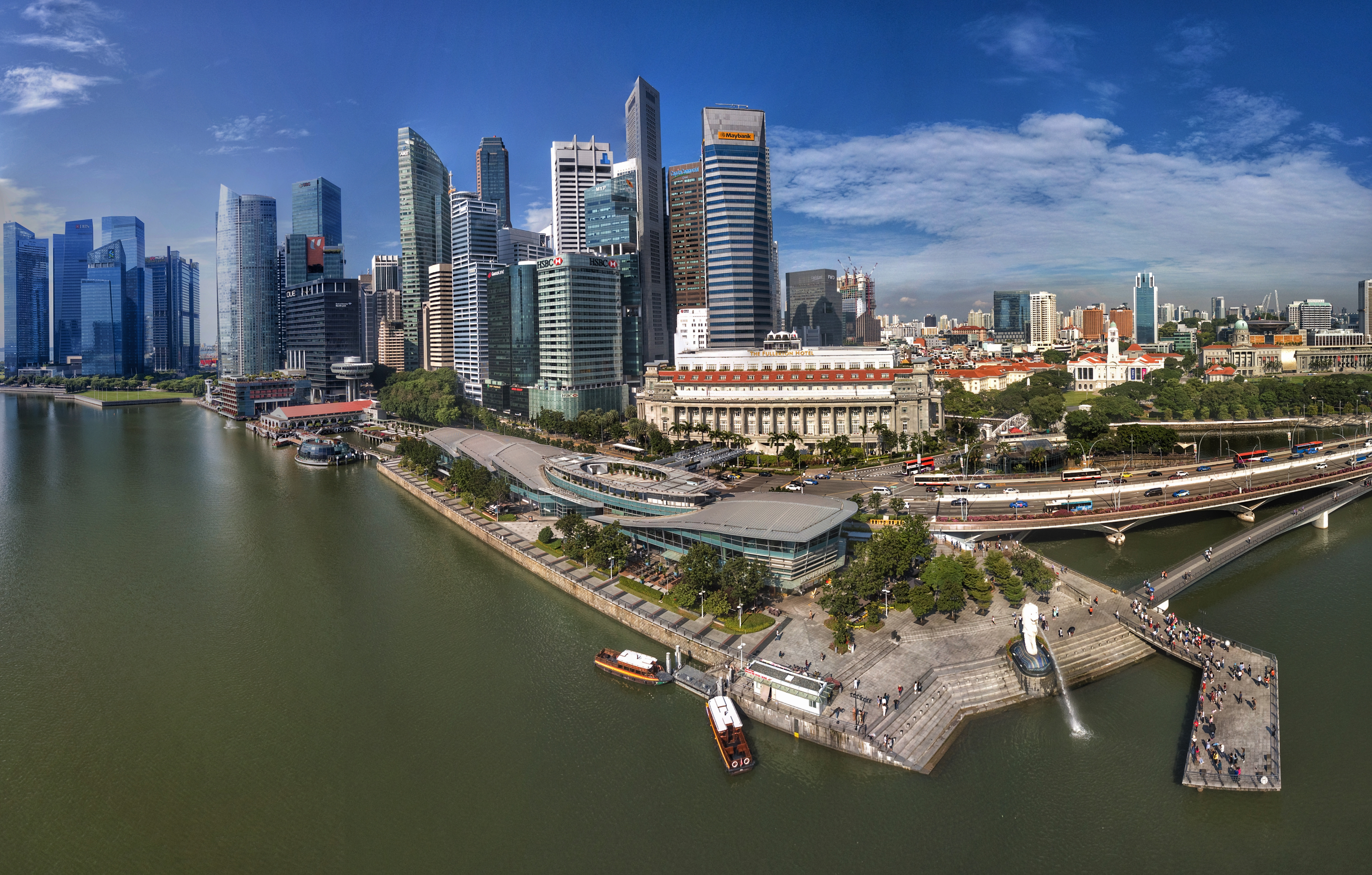
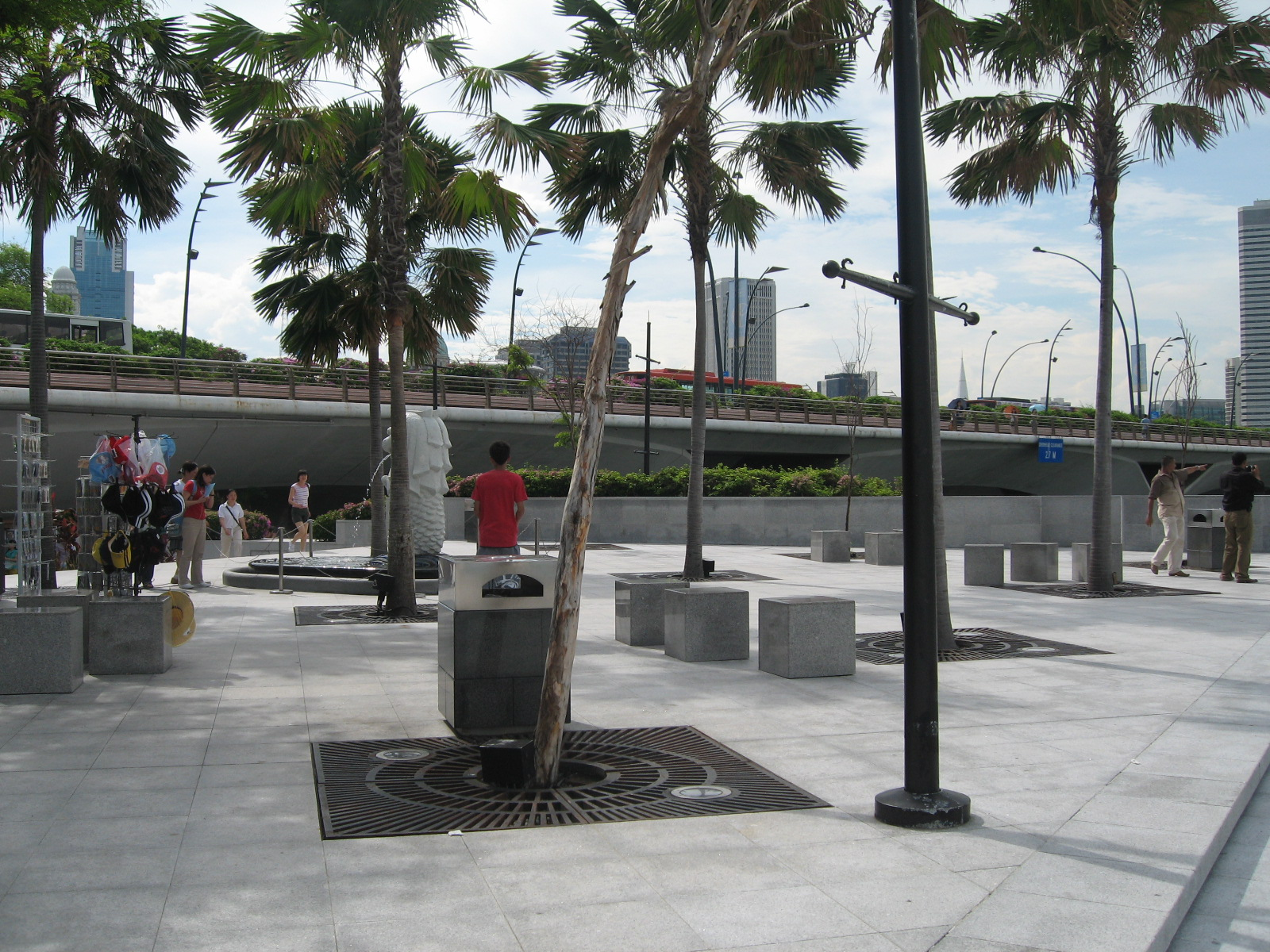
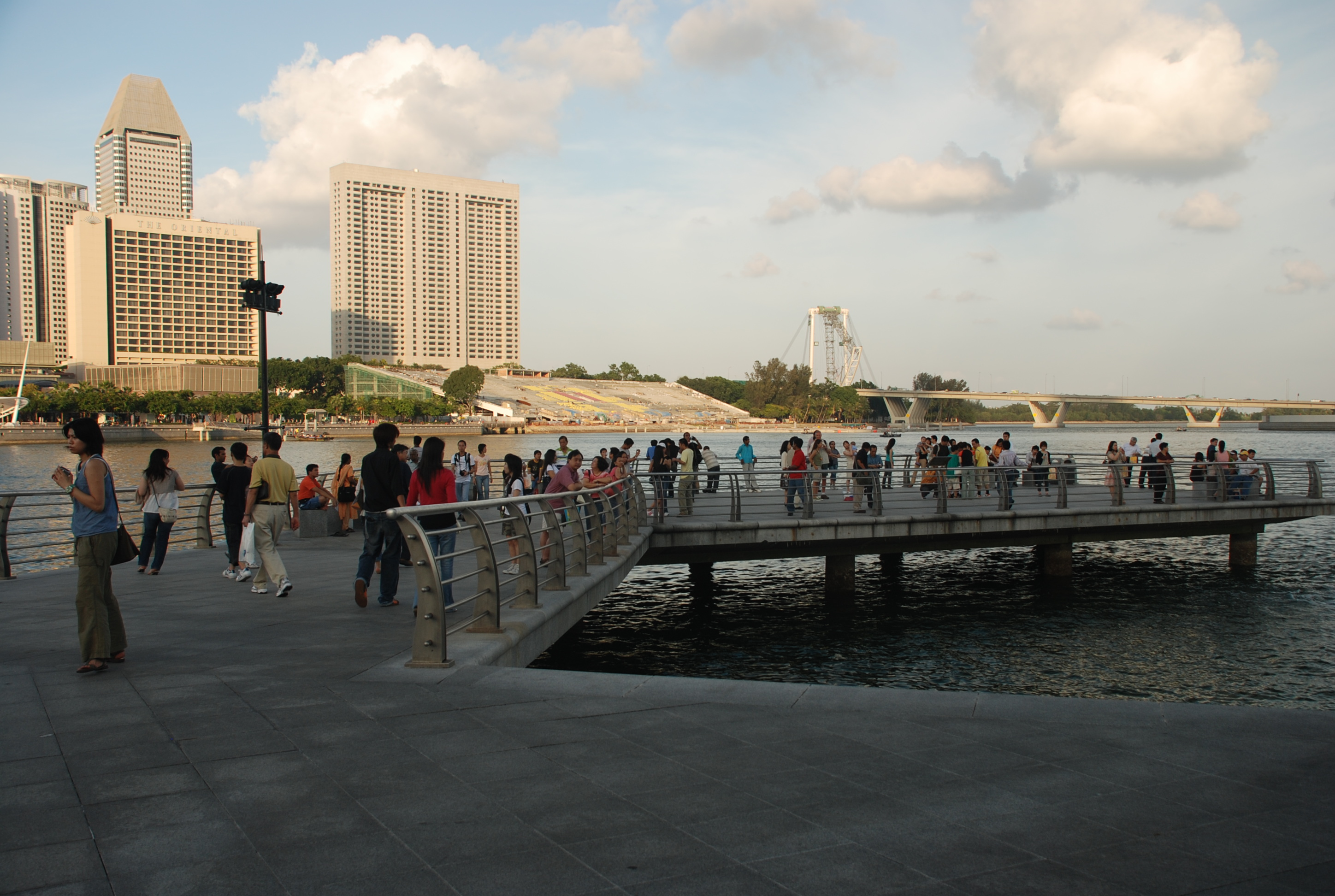
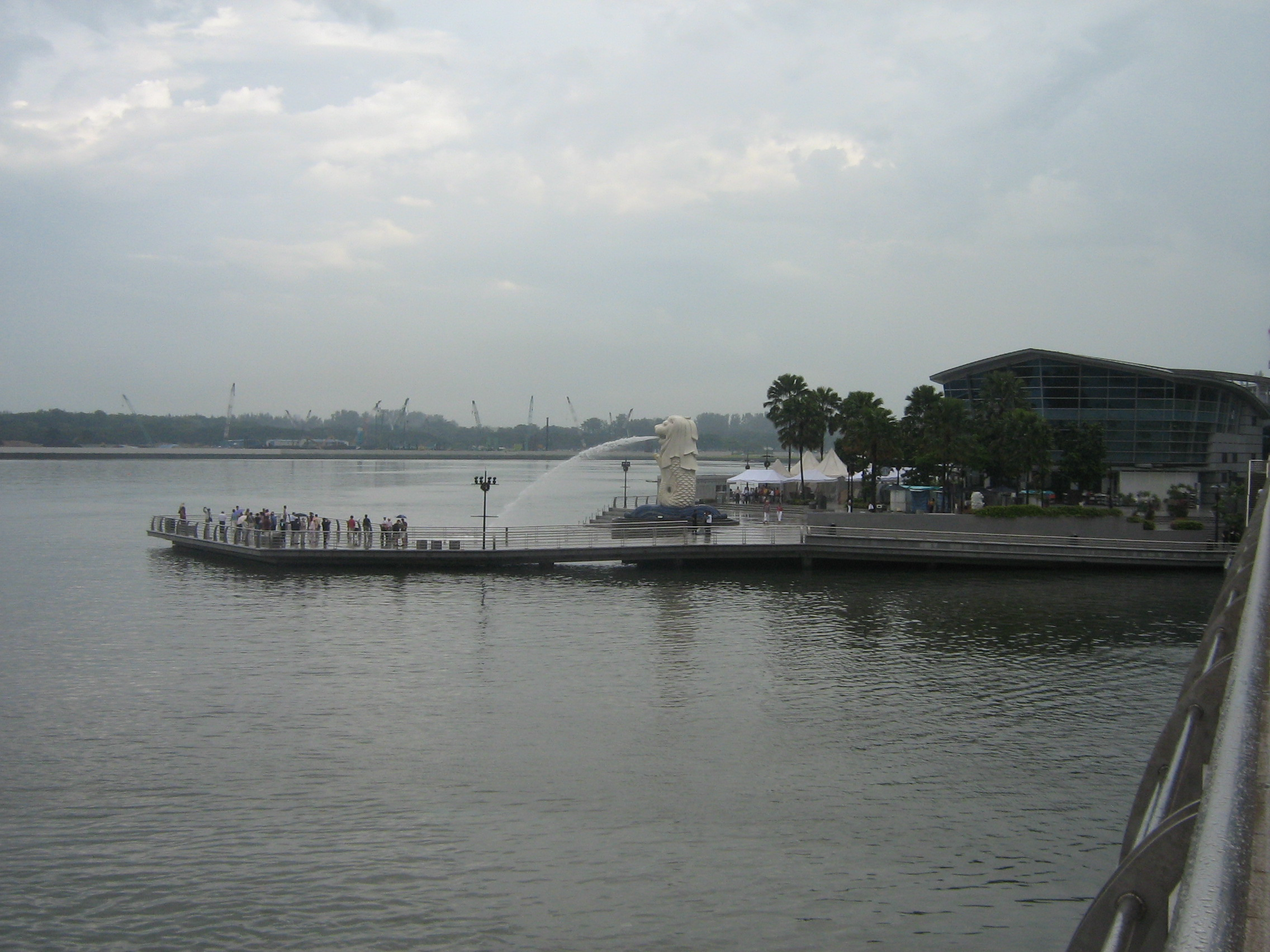
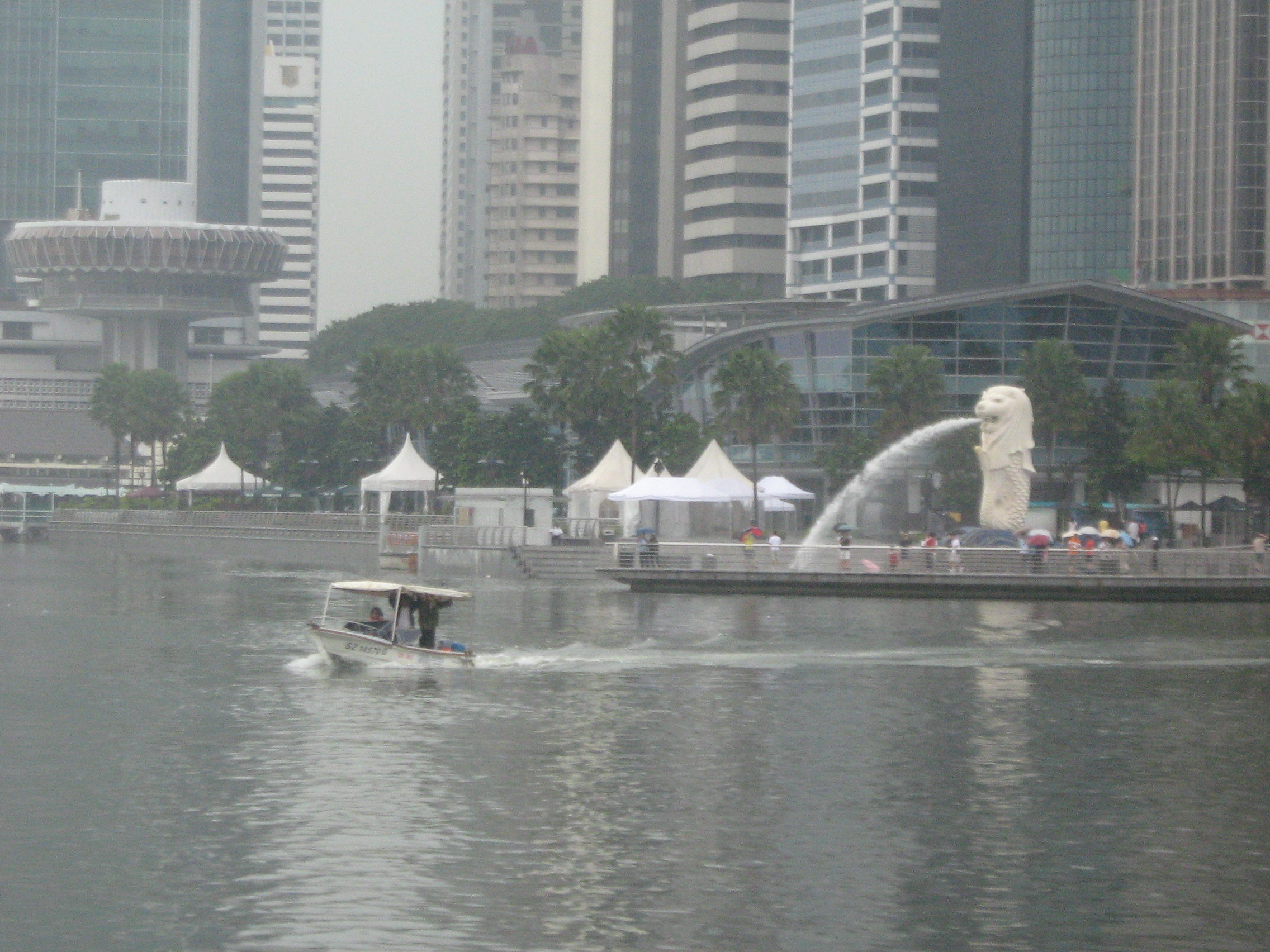
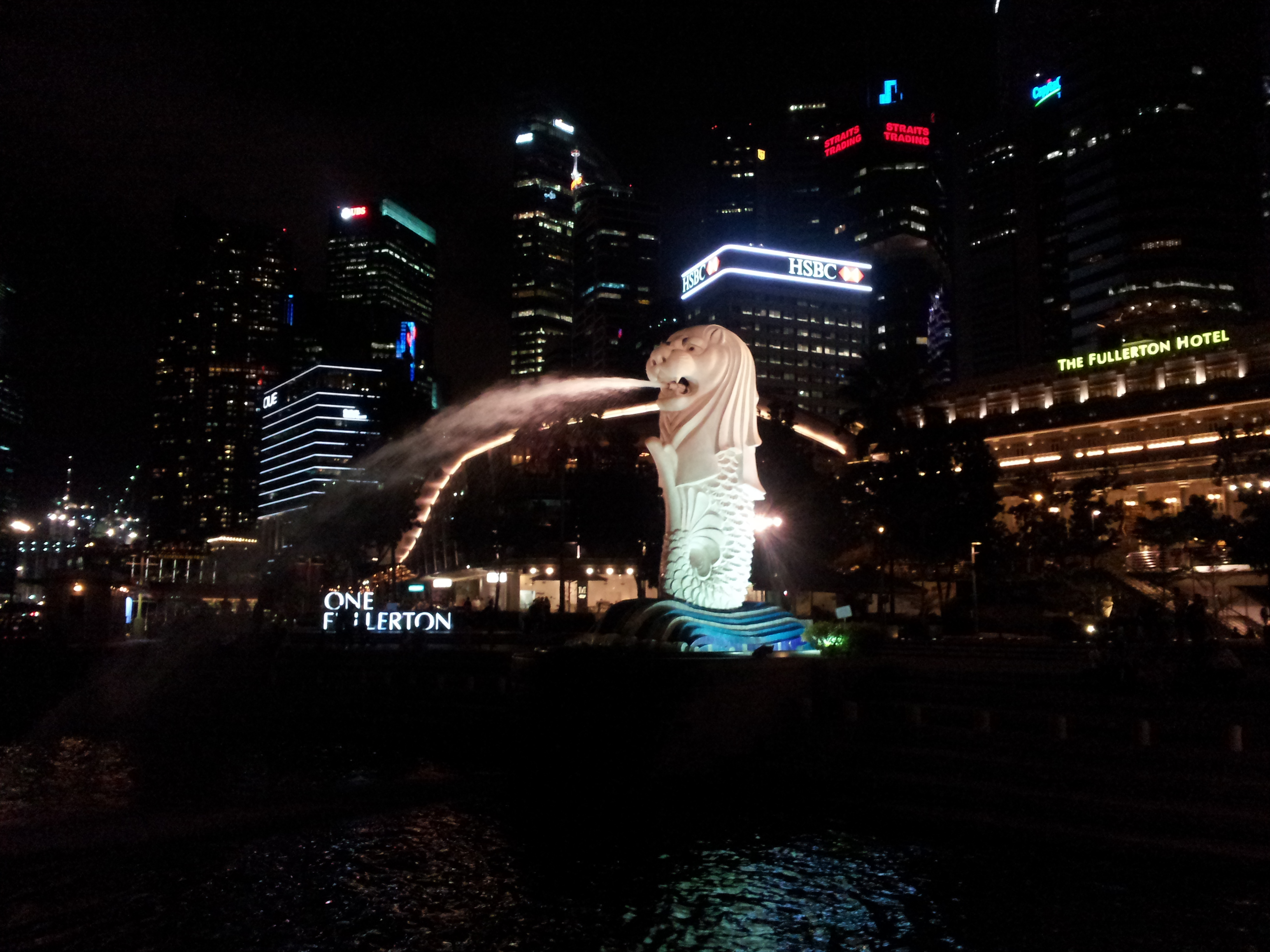
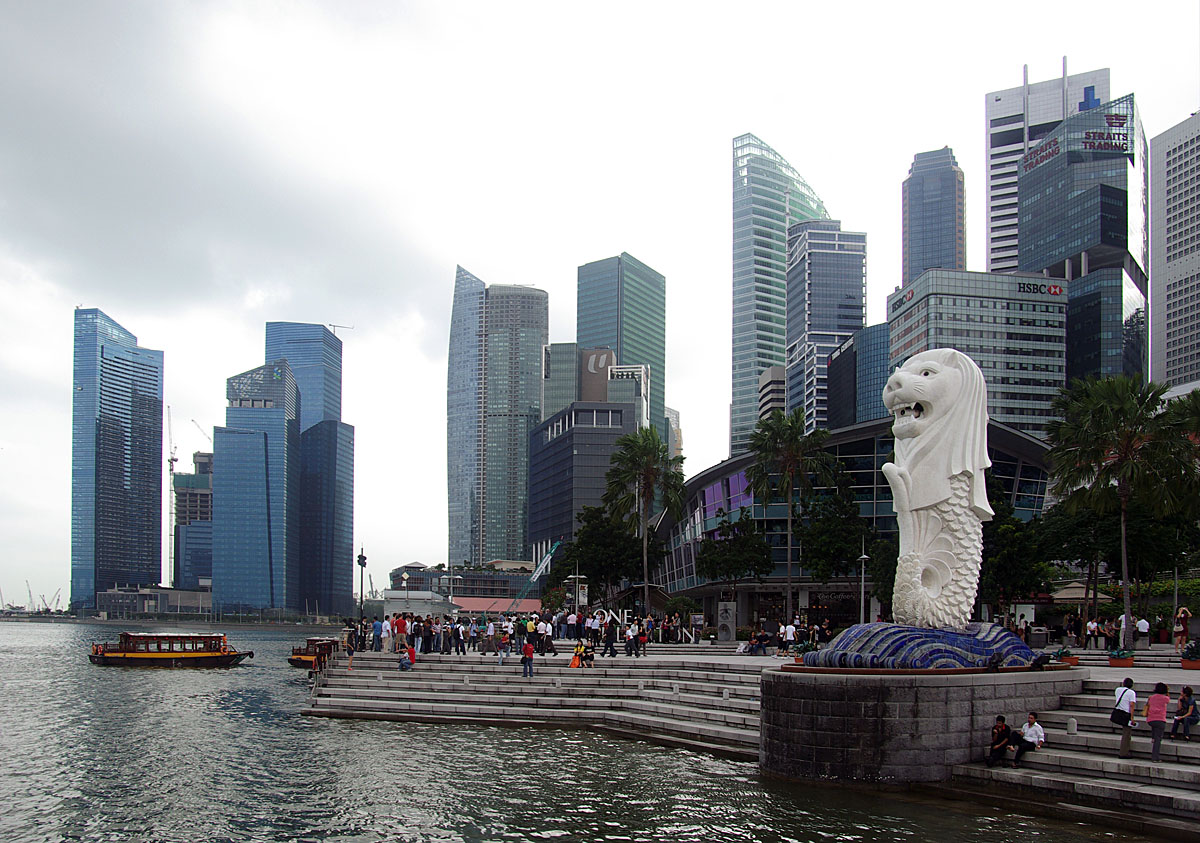
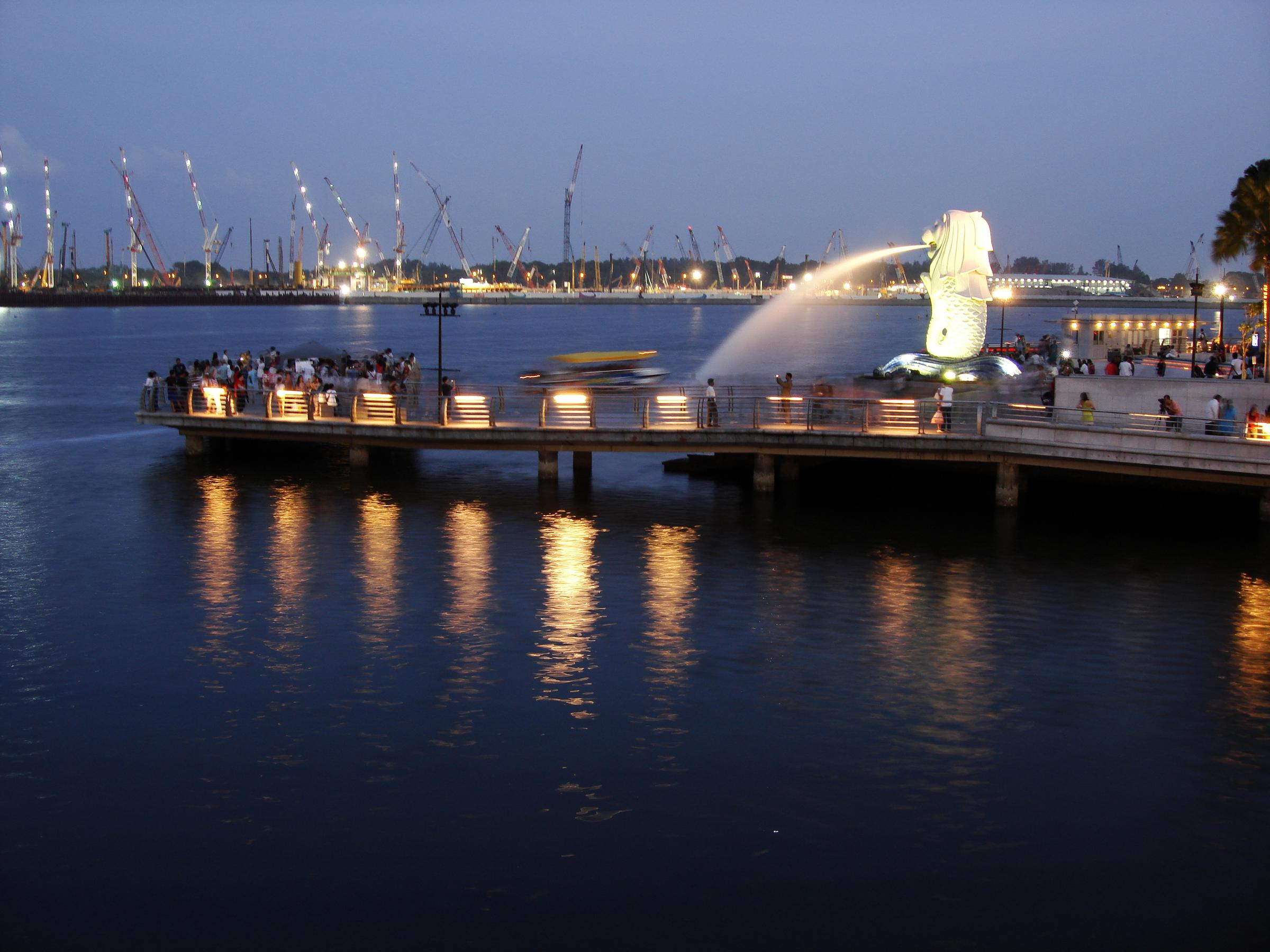
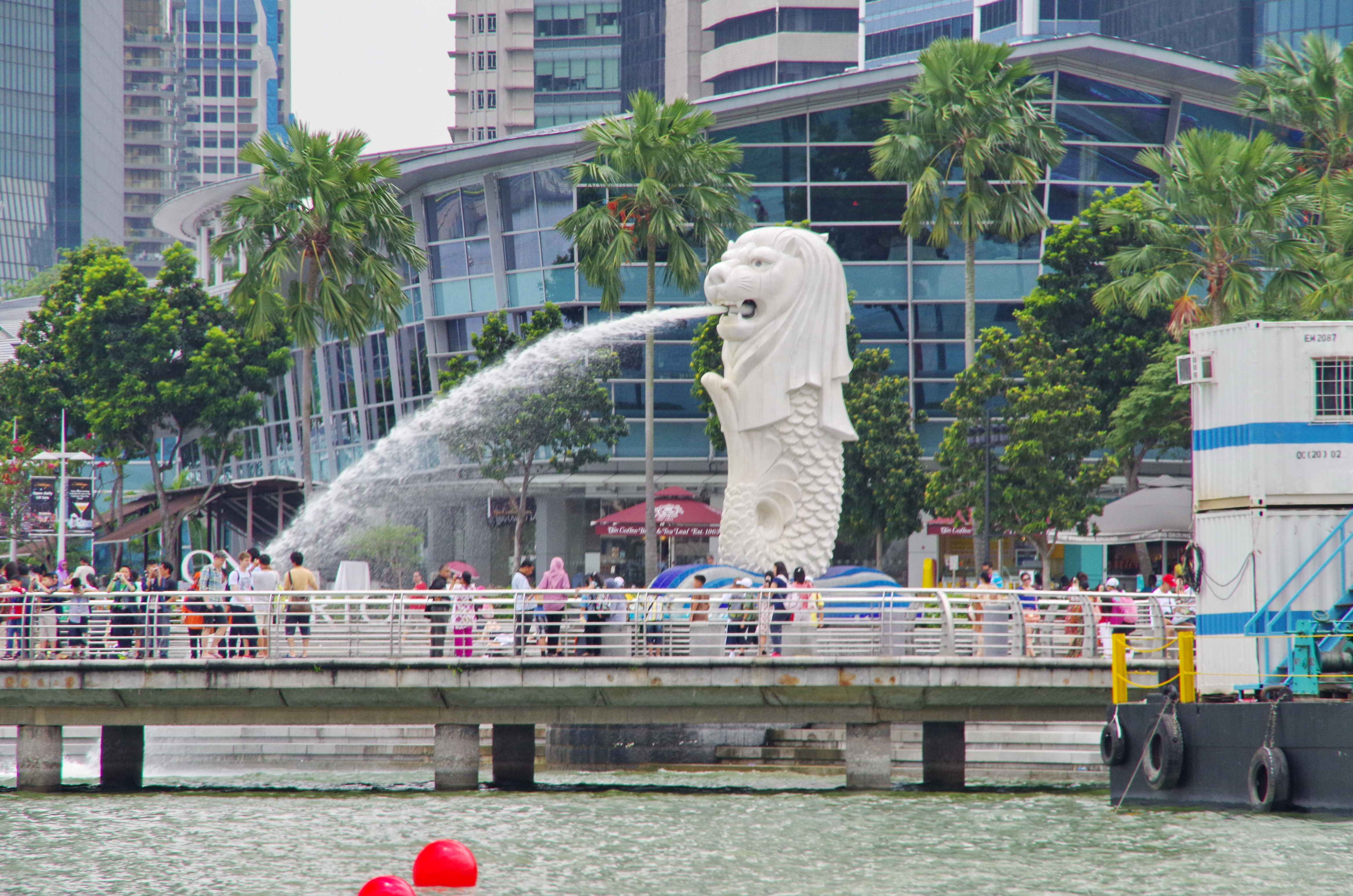
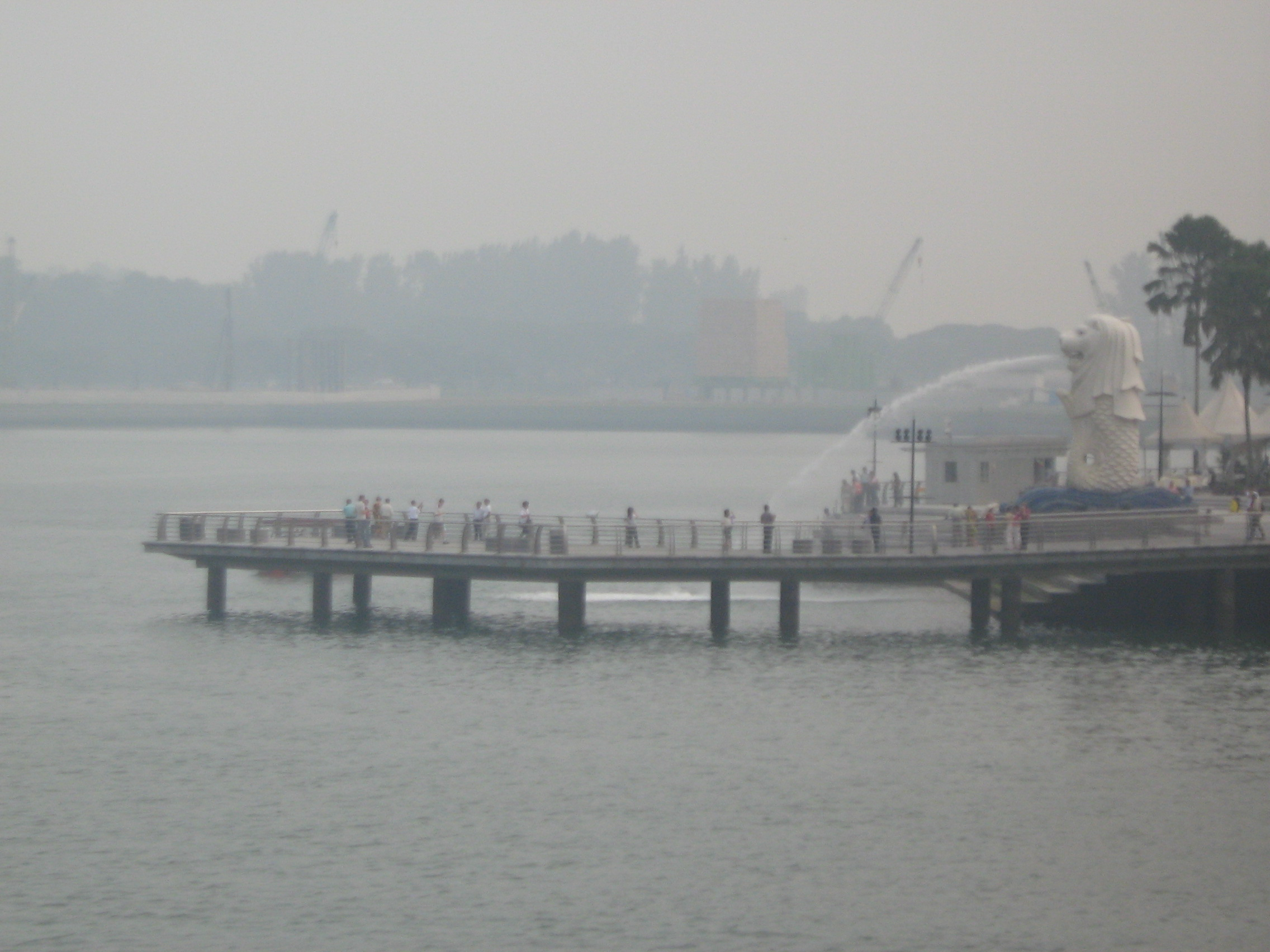
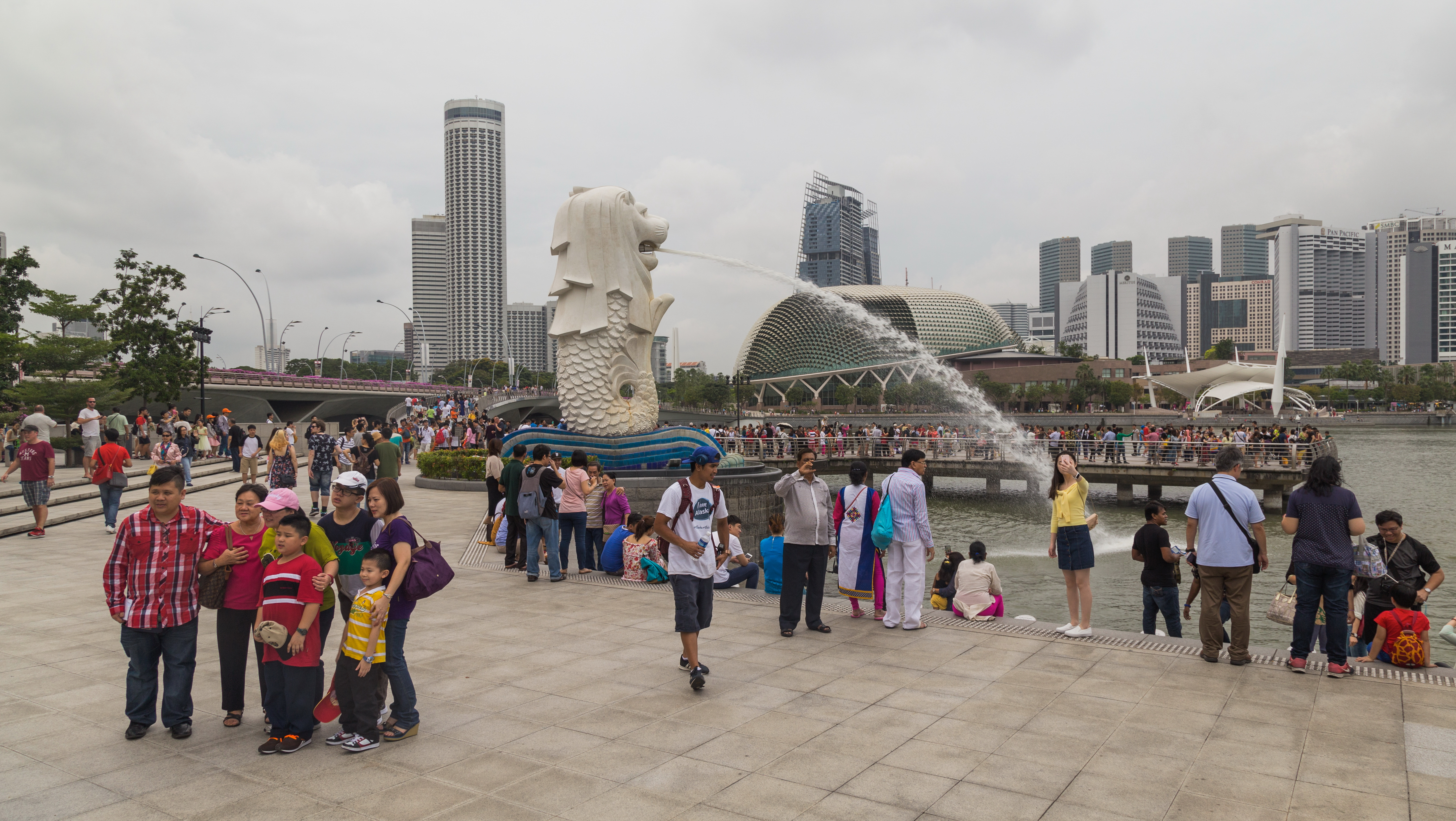
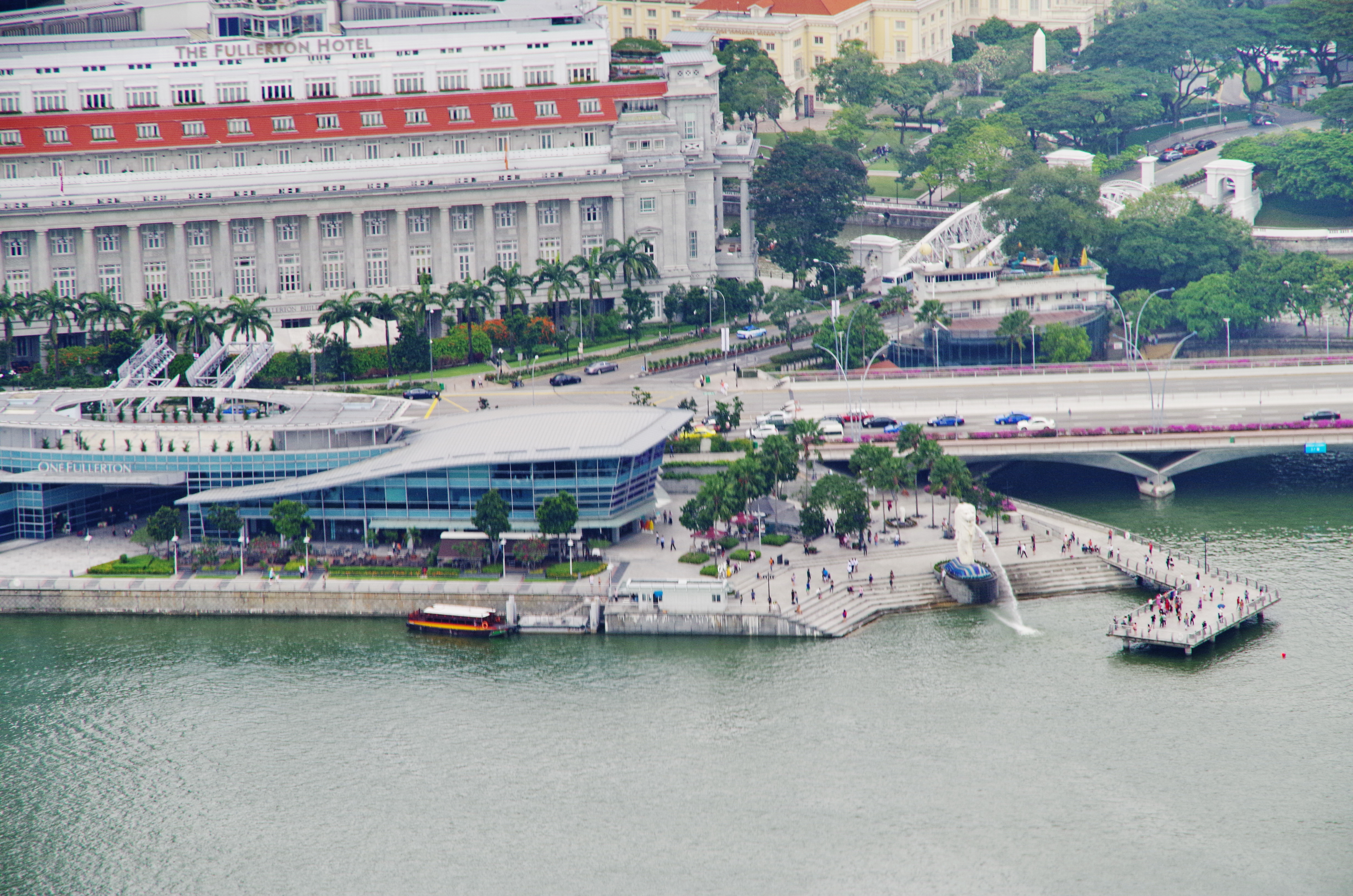
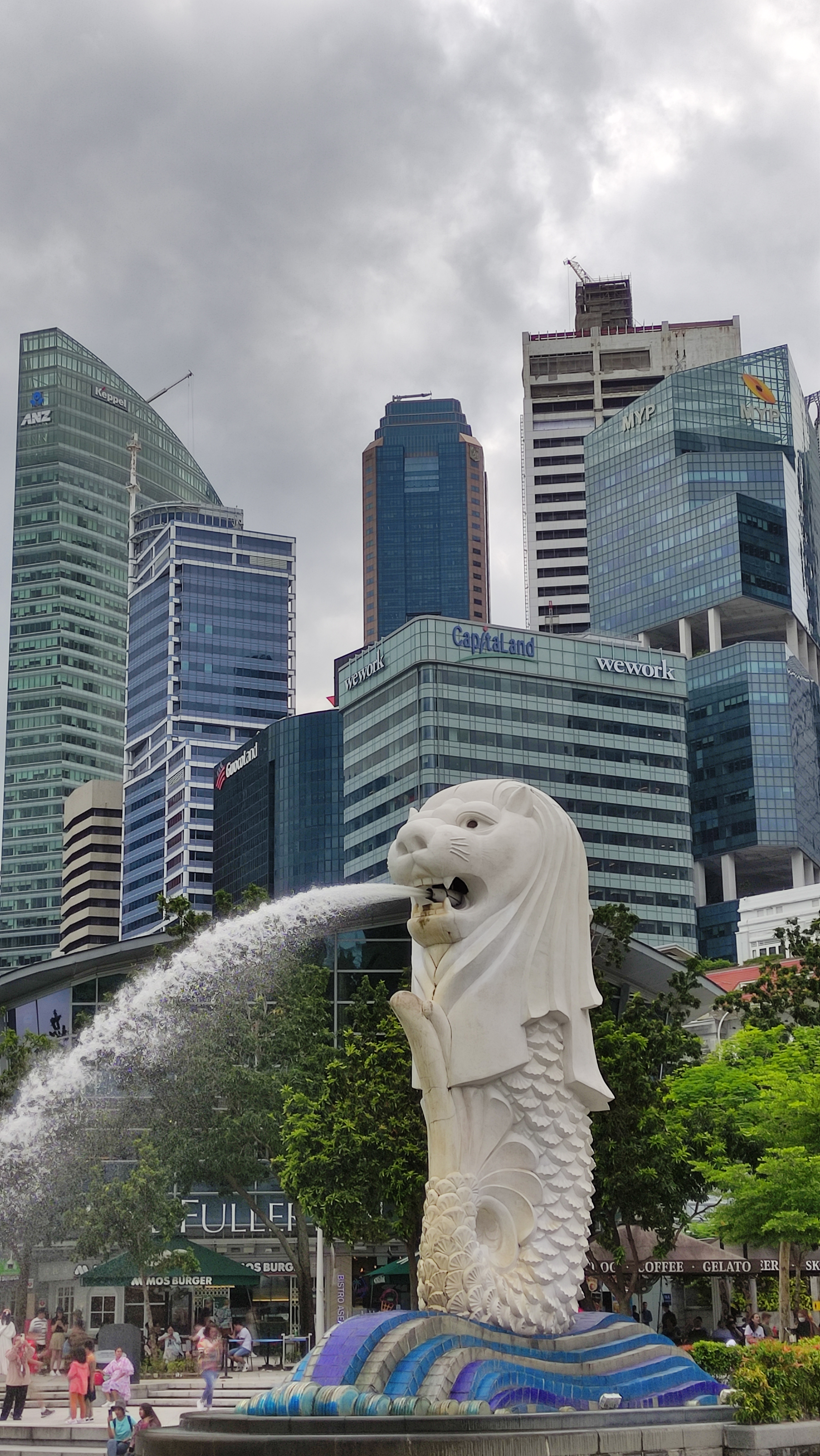

- Tập tin:QuadrilingualSGSign2.jpg